# 乔治·霍奇森
乔治·里奇·霍奇森（英語：George Ritchie Hodgson，1893年10月12日—1983年5月1日），加拿大男子游泳运动员。他曾在1912年夏季奥运会游泳比赛中获得男子400米自由泳和1500米自由泳金牌。